# Hel (deutsche Band)
Hel war eine Pagan-Metal-Band aus Lüdenscheid, die im Winter 1994 von Valdr (Andreas Walther) gegründet wurde und sich im Jahr 2012 auflöste.

## Bandgeschichte
Nachdem im Frühjahr 1995 das nie veröffentlichte Demo Miölnir aufgenommen worden war, lag das Projekt zwei Jahre lang auf Eis, bis es 1997 zusammen mit Skaldir (Markus Skroch, auch bei Elane) wieder reanimiert wurde. Gemeinsam wurde das Demo Gedanken und Erinnerung aufgenommen. Über die Plattenfirma Ars Metalli zusammenzuarbeiten. Dort wurde 1999 das erste Album Orloeg veröffentlicht.
Nach Problemen mit Ars Metalli wechselten Hel zu Det Germanske Folket, wo 2005 ihr neustes Album Falland Vörandi erschien, ein Konzeptalbum über den Tod Balders.
Auf dem Ragnarök-Festival im fränkischen Lichtenfels im März 2007 fand das erste Livekonzert von Hel statt.
Seit 2010 gehört Hamar, Skaldirs Bruder, der seit 1997 das Projekt immer wieder unterstützt hat, als festes Mitglied zur Band.
Die Musik verband zunächst epische Black-Metal-Einflüsse mit akustischen Gitarren und Chören, auf dem Album Tristheim änderte die Band ihren Stil. Das Album ist rein akustisch und mit klarem Gesang, auf E-Gitarren und Schlagzeug wurde verzichtet, ähnlich wie bei Dornenreich und Empyrium.
Am 21. Dezember 2012 gab die Band auf ihrer Homepage offiziell die Auflösung bekannt. Sie berichtete auch, dass man darüber nachdenke, das seit längerem nicht mehr offiziell erhältliche Album "Falland Vörandi" in einer Neuauflage erneut zu veröffentlichen und auch Songs zu veröffentlichen, die im Laufe der Jahre entstanden sind und nicht auf die Alben kamen. Neue Musik der Band werde es aber nicht mehr geben.

## Diskografie
- 1999: Orloeg (Ars Metalli/Zomba; Wiederveröffentlichung 2006 über Det Germanske Folket/Twilight)
- 2004: Pagan Midgard Art (EP, Det Germanske Folket/Twilight)
- 2005: Falland Vörandi (Det Germanske Folket/Twilight)
- 2007: Tristheim (Det Germanske Folket/Twilight)
- 2012: Das Atmen der Erde (Eigenvertrieb)